# Johann Georg Emil von Brause

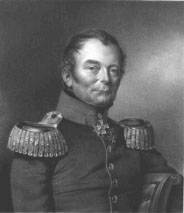
Major-general
Johann Georg Emil von Brause

Johann Georg Emil von Brause (Estetino, 14 de Dezembro de 1774 — Berlim, 10 de Abril de 1836) foi um major-general prussiano, comandante do Instituto de Cadetes e diretor da Escola Geral de Guerra de Berlim.

## Honrarias
- Legião de Honra (1812)
- Pour le Mérite (1812)
- Ordem da Águia Vermelha, 3ª classe (1817)
- Cruz de Serviço (1825)
- Ordem da Águia Vermelha, 2ª classe com folha de carvalho (1829)